# Adolfo López Mateos, Palenque
Adolfo López Mateos är en ort i Mexiko.   Den ligger i kommunen Palenque och delstaten Chiapas, i den sydöstra delen av landet, 800 km öster om huvudstaden Mexico City. Adolfo López Mateos ligger 193 meter över havet och antalet invånare är 258.
Terrängen runt Adolfo López Mateos är kuperad åt sydväst, men åt nordost är den platt. Runt Adolfo López Mateos är det ganska glesbefolkat, med 36 invånare per kvadratkilometer. Närmaste större samhälle är Palenque, 10,1 km nordost om Adolfo López Mateos. I omgivningarna runt Adolfo López Mateos växer i huvudsak städsegrön lövskog.